# Hydroxylamin
Hydroxylamin je chemická sloučenina obsahující aminovou a hydroxylovou funkční skupinu. Jedná se o bílou nestabilní hygroskopickou krystalickou látku. Nejčastěji se používá ve vodném roztoku. Používá se k výrobě oximů a také je meziproduktem nitrifikace.

## Historie
Hydroxylamin poprvé připravil (v podobě hydrochloridu) německý chemik Wilhelm Clemens Lossen reakcí cínu s kyselinou chlorovodíkovou za přítomnosti dusičnanu ethylnatého. V čisté podobě jej poprvé připravil roku 1891 nizozemský chemik Lobry de Bruyn a Francouz Léon Maurice Crismer.

## Deriváty
Pokud je substituován vodík hydroxylové skupiny, vznikají O-hydroxylaminové deriváty, při substituci vodíku aminoskupiny jde o N-hydroxylaminy. Podobně jako u obyčejných aminů, i zde existují primární, sekundární a terciární hydroxylaminy.
Ke sloučeninám s hydroxylaminovou skupinou patří například N-terc-butylhydroxylamin a N,O-dimethylhydroxylamin.

## Výroba
NH2OH se vyrábí několika různými způsoby. Nejčastější je Raschigův proces, kde je dusitan amonný ve vodném roztoku redukován oxidem siřičitým za vzniku hydroxylamido-N,N-disulfonátového aniontu:
NH4NO2 + 2 SO2 + NH3 + H2O → 2 NH4+ + N(OH)(OSO2)22−
Aniont se následně hydrolyzuje, přitom se vytváří (NH3OH)2SO4:
N(OH)(OSO2)22− + H2O → NH(OH)(OSO2)− + HSO4−
Pevný hydroxylamin se získá reakcí s kapalným amoniakem. Síran amonný, vedlejší produkt této reakce, se odstraní filtrací a amoniak se odpaří.

## Reakce
Hydroxylamin reaguje s elektrofily, například s alkylačními činidly:
R-X + NH2OH → R-ONH2 + HX
R-X + NH2OH → R-NHOH + HX
Reakcí s aldehydy a ketony vznikají oximy:
R2C=O + NH2OH·HCl + NaOH → R2C=NOH + NaCl + H2O

## Použití
Hydroxylamin a jeho soli se používají jako redukční činidla v mnoha organických a anorganických reakcích. Také mohou fungovat jako antioxidanty mastných kyselin.
Při syntéze polyamidu 6 se cyklohexanon nejprve převádí na oxim, z něhož Beckmannovým přesmykem za přítomnosti kyseliny sírové vznikne kaprolaktam.

Hydroxylamoniumnitrát, dusičnan hydroxylaminu, byl zkoumán jako pohonná hmota pro rakety, jak ve vodném roztoku, tak jako pevná látka.

## Bezpečnost
Hydroxylamin může při zahřívání vybouchnout. Rozklad 50% roztoku NH2OH urychlují železnaté a železité soli. Hydroxylamin a jeho deriváty jsou mnohem bezpečnější ve formě solí.
Tato látka dráždí kůži, dýchací cesty a oči. Může být vstřebána kůží, je škodlivá při polknutí a pravděpodobně jde o mutagen.